# Sigrid Berka
Sigrid Berka (* 27. Juli 1969 in Saalfelden) ist eine österreichische Diplomatin.

## Leben und Ausbildung
Sigrid Berka stammt gebürtig aus Saalfelden im Pinzgau und absolvierte 1987 das dortige Gymnasium HIB-Saalfelden mit der Matura. Anschließend studierte sie von 1987 bis 1993 Slawistik/Russisch und Politikwissenschaft in Innsbruck, Wolgograd und Moskau.
Neben ihrer Muttersprache Deutsch spricht Berka u. a. Englisch, Bulgarisch, Italienisch, Serbisch, Slowenisch und Russisch.
Sie ist mit dem Künstler Reinhold Pratschner verheiratet.

## Berufliches Wirken
Nach ihrem Studium wirkte sie als von 1993 bis 1995 als Österreich-Lektorin an der Universität in Veliko Tarnovo in Bulgarien. Im Anschluss daran war sie als Assistentin des Niederlassungsleiters der Tiroler Firma Kimex aus Vomp in Sofia tätig. Von Jänner 1996 bis Dezember 1999 leitete Berka die Außenstelle Sofia des Österreichischen Ost- und Südosteuropainstituts.
Darüber hinaus war Berka von August 2010 bis Ende April 2025 Mitglied des Aufsichtsrates der Großglockner Hochalpenstraße AG und ist seit September 2020 Aufsichtsratsmitglied der Austrian Development Agency (ADA). Berka ist zudem Mitglied des Universitätsrats der Alpen-Adria-Universität Klagenfurt und seit 2023 auch Mitglied des Kuratoriums der Diplomatischen Akademie Wien.

## Diplomatisches Wirken
Mit Jänner 2000 trat Berka in den höheren auswärtigen Dienst des österreichischen Außenministeriums ein. Es folgen Stationen im Außenministerium in Wien in der Abteilung für Ost-, Mittel- und Südosteuropa sowie eine Stage an der Österreichischen Botschaft in Belgrad für Serbien und Montenegro. Dort war sie ab Oktober 2002 bis 2005 zweite Botschaftssekretärin.
Von Juli 2005 war Berka für zwei Jahre Erstzugeteilte (1. Botschaftssekretärin) an der Österreichischen Botschaft in Kyjiw und Direktorin des Österreichischen Kulturforums Kyjiw.
Von September 2011 bis März 2015 war Berka österreichische Generalkonsulin in Mailand.
Von 21. Juli 2016 war Berka außerordentliche und bevollmächtigte österreichische Botschafterin in Slowenien. Von 2020 bis August 2025 leitet sie im Außenministerium in Wien die Sektion „Management“ und war damit für Personal, Budget, Immobilien, Bauangelegenheiten und die IT des Außenministeriums in Wien und an den über 100 Botschaften, Generalkonsulaten und Kulturforen weltweit zuständig. Im April 2024 wurde Berka zur österreichischen Botschafterin für Japan designiert. Im August 2025 wurde Berka von Außenministerin Beate Meinl-Reisinger (Neos) als Sektionsleiterin abgezogen. Dieser Abzug steht in Zusammenhang mit dem Rücktritt des Diplomaten Thomas Oberreiters als ständiger Vertreter Österreichs bei der Europäischen Union. Demnach soll Oberreiter während der Dienstzeit einen sexistischen und frauenfeindlichen Blog betrieben haben und dabei Dienstgeräte verwendet haben, die zu einem Sicherheitsrisiko führten. Ein gegen Oberreiter geführtes Disziplinarverfahren wurde unter Mitwirkung von Berka geführt und endete mit der gelindesten Sanktion, einem Verweis.

## Politisches Wirken
Von August 2007 bis 2009 war Berka in Wien Referentin im Kabinett der Außenminister Ursula Plassnik (ÖVP) und Michael Spindelegger (ÖVP), um dann im April 2009 bis August 2011 im österreichischen Finanzministerium als außenpolitische Beraterin des damaligen Vizekanzlers und Finanzministers Josef Pröll (ÖVP) sowie als Referentin im Kabinett von Bundesministerin Maria Fekter (ÖVP) zu wirken.
Von April 2015 bis Juni 2016 kehrte Berka als stellvertretende Kabinettschefin des damaligen Außenministers Sebastian Kurz (ÖVP) zurück nach Wien.

## Ehrungen
- 2020: Großes Goldenes Ehrenzeichen des Landes Kärnten[9]

## Publikationen
- S. Berka: Kriegsveteranen in der Gesellschaft: ein Vergleich zwischen Rußland und Österreich. Innsbruck 1993
- S. Berka: Molbi na avstrijski oficeri do knjaz Aleksandăr I Batenberg za postăpvane na služba v Bălgarskata armija. In: V. Lečev, S. Berka: Voennoistoričeski sbornik. Sofia 1996
- S. Berka (Hrsg.): Feministkata filosofija: perspektivi i debati = Die feministische Philosophie: Ideen und Debatten. Österreichisches Ost- und Südosteuropa-Institut, Sofia 2000